# Stolberg (famiglia)

Stemma dei conti di Stolberg prima del 1429

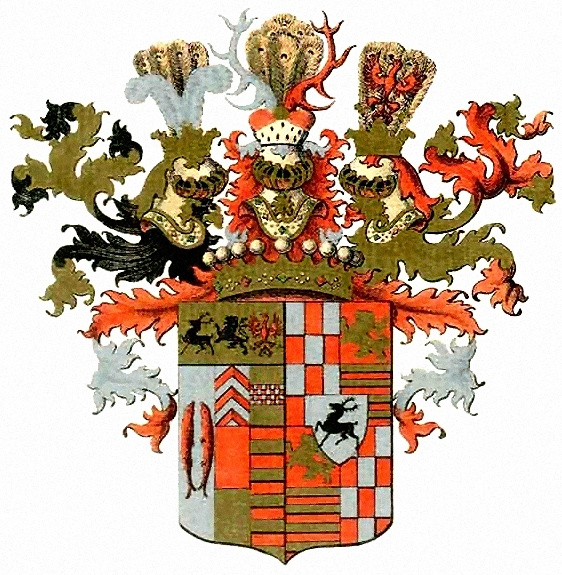
Stemma generale del Casato di Stolberg dal 1742

I conti di Stolberg  sono i membri di una vasta famiglia tedesca della più alta aristocrazia (Hoher Adel) che ha molti rami.

## Storia
Ci sono oltre dieci diverse teorie circa le origini dei conti di Stolberg, ma nessuna è diventato comunemente accettata. Tuttavia, è molto probabile che essi siano discendenti dei conti di Hohnstein. Il primo rappresentante di questa famiglia, il Conte Enrico di Stolberg, appare in un documento del 1210, essendo già stato menzionato nel 1200 come Conte Enrico di Voigtstedt. Sebbene Voigtstedt nei pressi di Artern era la sede iniziale della famiglia comitale, questa fu trasferita a Stolberg (Harz) non oltre il principio del XIII secolo. Il castello rimase nelle mani della famiglia fino a quando non furono espropriati, nell'ambito della riforma terriera del 1945 nella zona di occupazione sovietica creata dopo la seconda guerra mondiale.
Nel 1429 i conti di Stolberg succedettero nell'acquisto della Contea di Wernigerode nel Harz settentrionale come parte di un contratto di eredità che quindi estese notevolmente la loro area di influenza.
Nel 1645 la casata fu divisa in modo permanente nella Linea Principale Maggiore (Ältere Hauptlinie) di Stolberg-Wernigerode e la Linea Principale Minore (Jüngere Hauptlinie) di Stolberg-Stolberg. Al principio del XVIII secolo, le linee di Stolberg-Gedern (al 1804) e Stolberg-Schwarza (al 1748) si diramarono da Stolberg-Wernigerode. Nel 1706, Stolberg-Stolberg fu divisa nella due linee du Stolberg-Stolberg e Stolberg-Rossla.
Nel 1742 i rappresentanti della linea di Stolberg-Gedern furono elevati a Principe del Sacro Romano Impero (Reichsfürstenstand) dall'Imperatore Carlo VII.
Nel XVIII secolo, come risultato di una mediatizzazione, gli immediati conti di Stolberg-Wernigerode furono obbligati a subordinare loro stessi al Regno di Prussia e analogamente i conti di Stolberg-Stolberg e Stolberg-Roßla all'Elettorato di Sassonia. Nella dissoluzione del Sacro Romano Impero della Nazione Germanica nel 1806 gli Stolberg persero il loro status comitale imperiale e, nel 1815, infine diventarono principi mediatizzati prussiani.
All'allora signore e al suo primogenito maschio ed erede presunto delle tenute famigliari dei Casati di Stolberg-Wernigerode o Stolberg-Stolberg e Stolberg-Roßla furono concesse l'autorizzazione, rispettivamente il 22 ottobre 1890 e nel 1893, dall'Imperatore Guglielmo II di detenere titoli principeschi. Nel 1980 un ramo della linea di Stolberg-Stolberg fu incorporata nella nobiltà olandese senza, tuttavia, riconoscimento del loro titolo principesco.

## Ex proprietà e sedi (selezione)
- Contea di Stolberg
- Contea di Wernigerode
- Baronia di Gedern
- Castello di Hohnstein
- Elbingerode (Harz)
- Ebersburg (Harz)
- Erichsburg (Harz)
- Grasburg (Rottleberode)
- Castello di Heinrichsberg
- Morungen
- Oberröblingen
- Allstedt (1542–1575)
- Peterswaldau
- Kreppelhof
- Jannowitz

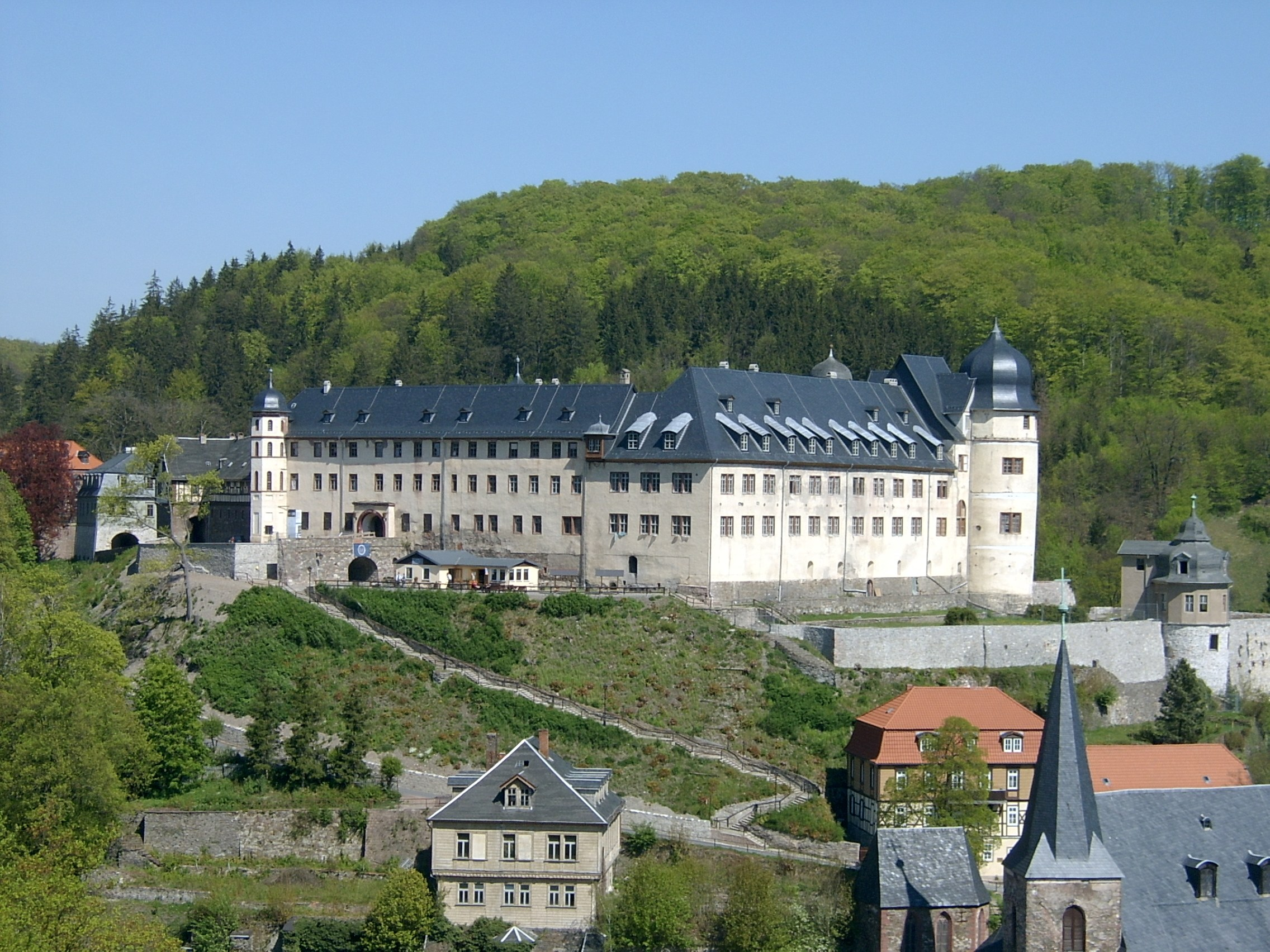
Castello di Stolberg

- Fortezza di Königsteinì (1535–1581)
- Ernstburg
- Hofgut Ranstadt

I conti di Stolberg avevano anche pretese sulla belga Agimont e portavano questo nome nel loro titolo. Tuttavia, si insinuò un errore ortografico e non fu fino ad un editto del 6 dicembre 1780 che il Conte Cristiano Federico di Stolberg-Wernigerode corresse il nome finora errato di Aigmont a Agimont.

## Importanti membri della famiglia (selezione)

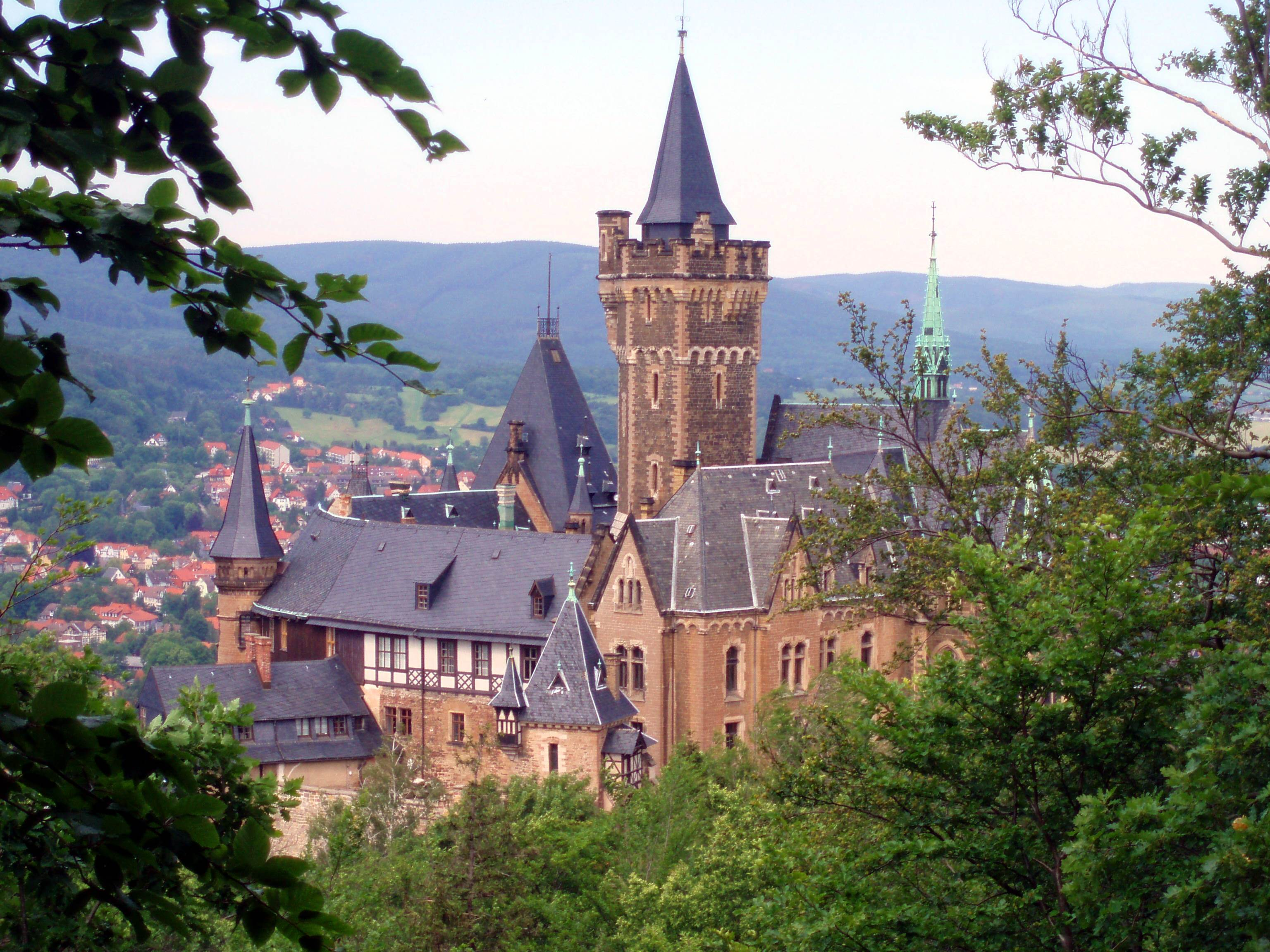
Castello di Wernigerode

- Conte Enrico di Stolberg († 1357), Vescovo di Merseburg
- Conte Botho di Stolberg il Vecchio († 1455)
- Contessa Caterina di Stolberg (1463–1535), Badessa dell'Abbazia di Drübeck
- Conte Enrico il Giovane di Stolberg (1467–1508), statolder della Frisia
- Conte Botho di Stolberg (1467–1538)
- Conte Wolfgang di Stolberg (1501–1552)
- Anna II di Stolberg (1504–1574), badessa imperiale di Quedlinburg
- Anna III di Stolberg (1565–1601), badessa imperiale di Quedlinburg
- Conte Luigi di Stolberg (1505–1574)
- Contessa Giuliana di Stolberg (1506–1580)
- Conte Enrico di Stolberg (1509–1572)
- Conte Wolf Ernesto di Stolberg (1546–1606)
- Conte Enrico Ernesto di Stolberg (1593–1672), fondatore della Principale Linea Maggiore del Casato di Stolberg
- Conte Giovanni Martino di Stolberg (1594–1669), fondatore della Principale Linea Minore del Casato di Stolberg
- Conte Ernesto di Stolberg (1650–1710)

Linea di Stolberg-Wernigerode
- Conte Cristiano Ernesto di Stolberg-Wernigerode (1691–1771)
- Conte Enrico Ernesto di Stolberg-Wernigerode (1716–1778)
- Conte Cristiano Federico di Stolberg-Wernigerode (1746–1824)
- Contessa Luisa di Stolberg-Wernigerode (1771–1856), Badessa dell'Abbazia di Drübeck
- Conte Enrico di Stolberg-Wernigerode (1772–1854)
- Conte Antonio di Stolberg-Wernigerode (1785–1854)
- Conte Guglielmo di Stolberg-Wernigerode (1807–1898), politico e generale prussiano
- Conte Eberardo di Stolberg-Wernigerode (1810–1872)
- Contessa Anna di Stolberg-Wernigerode (1819–1868), Matrona di Betania (Oberin zu Bethanien)
- Conte Bolko di Stolberg-Wernigerode (1823–1884), capo dell'amministrazione del distretto di Franzburg
- Conte Teodoro di Stolberg-Wernigerode (1827–1902), membro del Reichstag dell'Impero tedesco dal 1878 al 1881
- Contessa Eleonora di Stolberg-Wernigerode (1835–1903)
- Principe Otto zu Stolberg-Wernigerode (1837–1896), Governatore del Principe di Hannover, Vice-Cancelliere tedesco sotto Bismarck
- Principessa Anna di Stolberg-Wernigerode (1837–1907), moglie del Principe Otto
- Conte Udo di Stolberg-Wernigerode (1840–1910)
- Conte Costantino di Stolberg-Wernigerode (1843–1905), Governatorw della Provincia di Hannover
- Maddalena di Stolberg-Wernigerode (1875–1955), Badessa dell'Abbazia di Drübeck
- Alberto di Stolberg-Wernigerode (1886–1948)
- Otto di Stolberg-Wernigerode (1893–1984)

Linea di Stolberg-Gedern
- Principe Federico Carlo di Stolberg-Gedern (1693–1767)
- Principessa Luisa di Stolberg-Gedern (1752–1824)

Linea di Stolberg-Stolberg

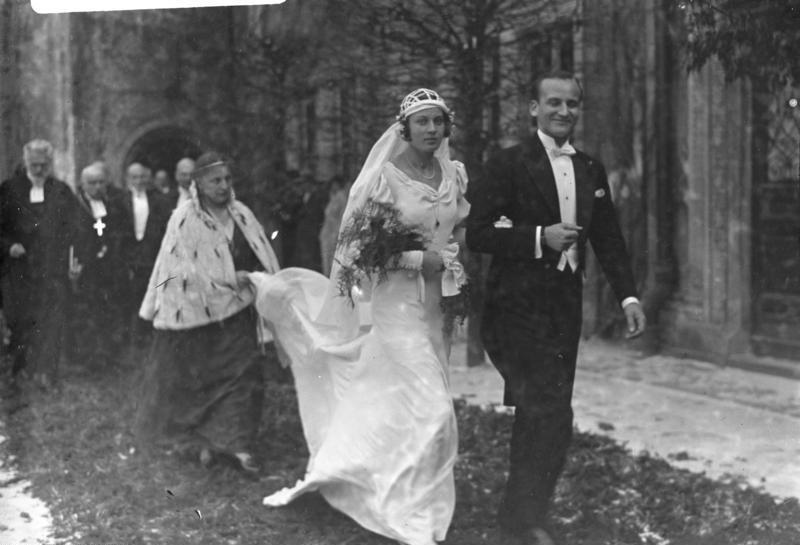
Nozze di Wolff-Heinrich, Principe di Stolberg-Stolberg con la popolana, Irma Erfert, il 22 gennaio 1933 a Stolberg (Harz)

- Contessa Sofia Eleonora di Stolberg-Stolberg (1669–1745), compilatore di sermoni funebri
- Conte Cristoforo Federico di Stolberg-Stolberg (1672–1738 a Stolberg) fu un reggente tedesco
- Conta Cristiano di Stolberg-Stolberg (1748–1821), traduttore e paroliere
- Conte Federico Leopoldo di Stolberg-Stolberg (1750–1819), poeta, traduttore e avvocato
- Contessa Augusta Luisa di Stolberg-Stolberg (1753–1835)
- Contessa Marianna odi Stolberg-Stolberg (1780–1814)
- Conte Giovanni Pietro Gaio di Stolberg-Stolberg (1797-1874), proprietario terriero e deputato del Reichstag
- Conte Leopoldo Federico di Stolberg-Stolberg (1799–1840)
- Contessa Luisa di Stolberg-Stolberg (1799–1875), paroliere, traduttore e redattore
- Conte Giuseppe Teodoro di Stolberg-Stolberg (1804–1859)
- Conte Alfredo di Stolberg-Stolberg (1835–1880), proprietario terriero e deputato del Reichstag
- Conte Federico di Stolberg-Stolberg (1836-1904), proprietario terriero e deputato del Reichstag
- Conte Adalberto di Stolberg-Stolberg (1840-1885), proprietario terriero e deputato del Reichstag
- Ermanno Giuseppe di Stolberg-Stolberg (1854–1925)
- Cristoforo di Stolberg-Stolberg (1888–1968), maggiore generale
- Federico Leopoldo, Conte di Stolberg-Stolberg (* 1962), avvocato

Linea di Stolberg-Roßla
- Conte Jost Christian di Stolberg-Roßla il vecchio (1676–1739)
- Conte Federico Botho of Stolberg-Roßla (1714–1768), Reggente a Roßla dal 1739
- Conte Jost Christian di Stolberg-Roßla il giovane (1722–1749)
- Conte William Christoph of Stolberg-Roßla (1748–1826), Reggente della Contea di Stolberg-Roßla

## Stemma
Stemma di Famiglia: In Gold ein schreitender schwarzer Hirsch; auf dem Helm mit schwarz-goldenen Decken ein natürlicher Pfauenschweif zwischen 2 silbernen Straußenfedern.